# Эсгичнинваям
Эсгичнинваям — река на северо-западе Камчатки.
Длина реки — 48 км. Протекает по территории Пенжинского района Камчатского края. Местоположение истока на высоте более 147 метров на южных склонах Пенжинского хребта у безымянной горы высотой 639 метров. Огибая западные отроги хребта, впадает в Пенжинскую губу Охотского моря.
Гидроним имеет корякское происхождение, однако его точное значение не установлено.
Воды реки являются местом нереста лососёвых.

## Данные водного реестра
По данным государственного водного реестра России относится к Анадыро-Колымскому бассейновому округу.
Код водного объекта в государственном водном реестре — 19080000112120000040409.